# Dvérce
Dvérce jsou malá vesnice, část městyse Nepomyšl v okrese Louny. Nachází se asi dva kilometry na jihovýchod od Nepomyšle. V roce 2011 zde trvale žilo 46 obyvatel.
Dvérce je také název katastrálního území o rozloze 3,59 km².

## Historie
První písemná zmínka o vesnici s tvrzí pochází z roku 1412, kdy patřila Hynku Kaufunkovi. Dalším známým majitelem se na konci patnáctého století stal Oldřich Fremut z Krásného Dvora, po kterém následovali jeho potomci. V první čtvrtině sedmnáctého století panství patřilo Kryštofu Abrahamovi Štampachovi ze Štampachu, který se zúčastnil stavovského povstání, za což mu byl po bitvě na Bílé hoře zabaven majetek. Dvérecké panství během třicetileté války koupil od královské komory Heřman z Questenberka, kterému patřily také Nepomyšl, Kolešov, Strojetice a Soběchleby. Tvrz však byla za války poškozena, a proto ji nechali Ditrichštejnové, kteří Dvérce získali v roce 1686, přestavět na sýpku. Stávala v areálu hospodářského dvora obklopeného parkem na jihovýchodním okraji vesnice. Park zanikl v polovině devatenáctého století.

## Obyvatelstvo
Při sčítání lidu v roce 1921 zde žilo 195 obyvatel (z toho 95 mužů), z nichž byli tři Čechoslováci, 182 Němců a deset cizinců. Všichni se hlásili k římskokatolické církvi. Podle sčítání lidu z roku 1930 měla vesnice 193 obyvatel: patnáct Čechoslováků, 159 Němců a devatenáct cizinců. I tentokrát všichni byli římskými katolíky.
|                                                                        | 1869 | 1880 | 1890 | 1900 | 1910 | 1921 | 1930 | 1950 | 1961 | 1970 | 1980 | 1991 | 2001 | 2011 | 2021 |
| ---------------------------------------------------------------------- | ---- | ---- | ---- | ---- | ---- | ---- | ---- | ---- | ---- | ---- | ---- | ---- | ---- | ---- | ---- |
| Obyvatelé                                                              | 143  | 159  | 158  | 180  | 194  | 195  | 193  | 76   | 80   | 45   | 68   | 40   | 40   | 46   | 42   |
| Domy                                                                   | 20   | 20   | 20   | 21   | 19   | 23   | 24   | 22   | -    | 15   | 13   | 23   | 22   | 25   | 25   |
| Počet domů z roku 1961 je zahrnut v celkovém počtu domů obce Nepomyšl. |      |      |      |      |      |      |      |      |      |      |      |      |      |      |      |

## Galerie

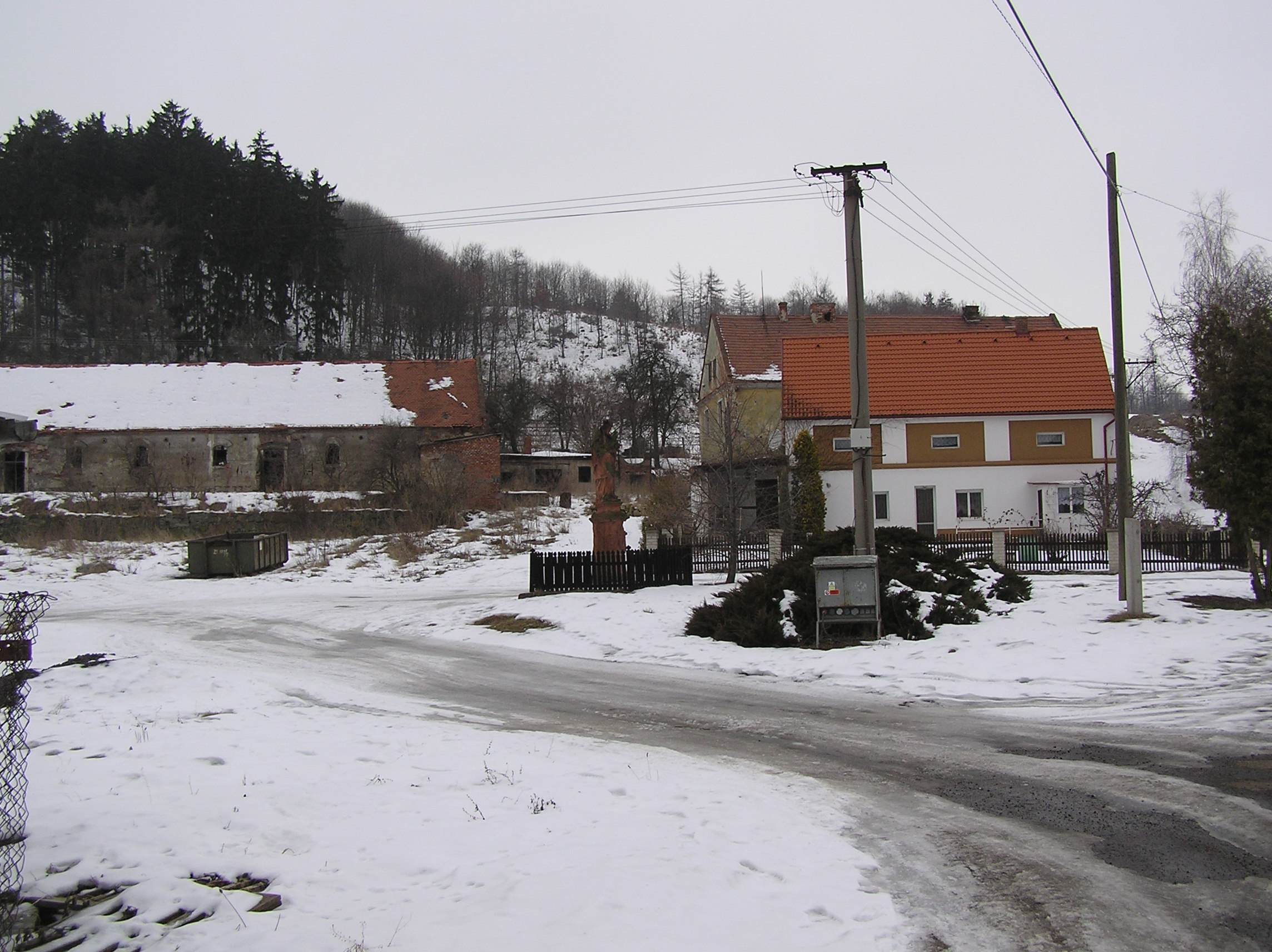
Část vesnice
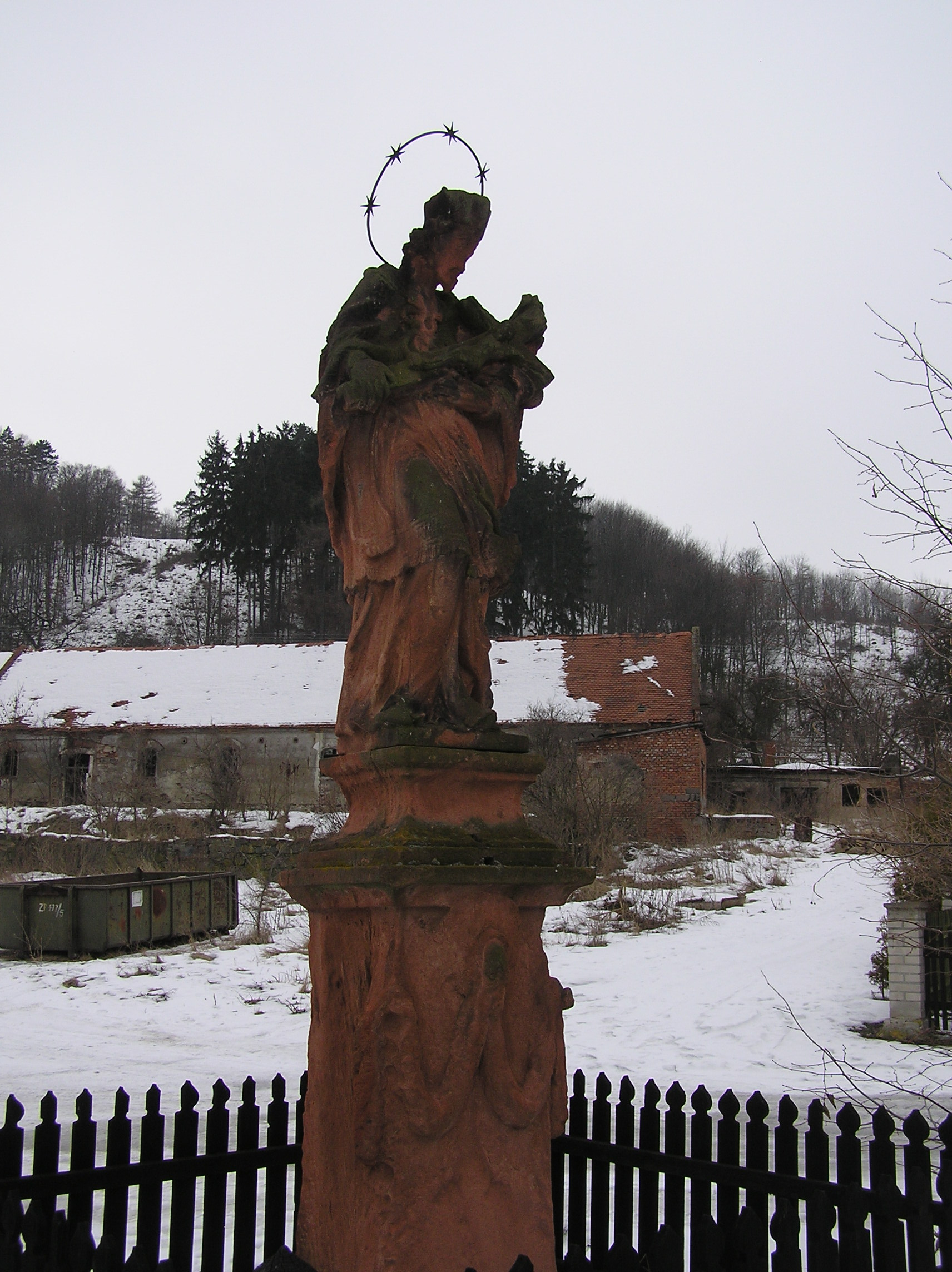
Socha svatého Jana Nepomuckého
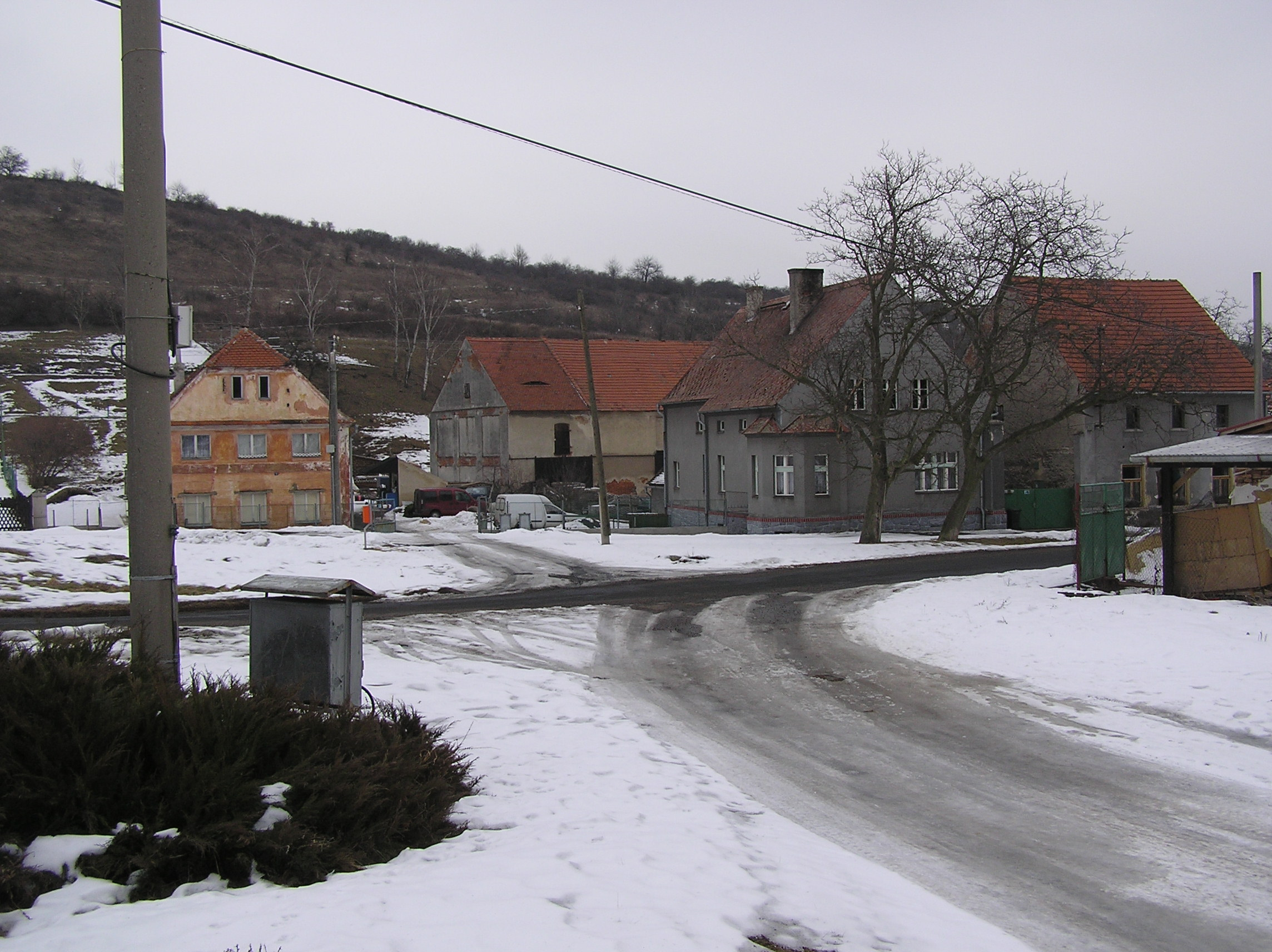
Partie ze vsi